# Tonight (I’m Lovin’ You)
«Tonight (I’m Fuckin’ You)», цензурированная как «Tonight (I’m Lovin’ You)» или просто «Tonight» в изменённых версиях (с англ. — «Сегодня вечером я тебя люблю») — песня испанского певца Энрике Иглесиаса. В ней участвуют американский рэпер Лудакрис и продюсер DJ Frank E. Песня была выпущена на радио США 1 ноября 2010 года в качестве второго американского сингла с альбома и в цифровом виде 22 ноября 2010 года. Измененная версия песни была включена во французское ограниченное издание Euphoria. В официальном ремиксе участвует американский рэпер Pitbull.

«Tonight (I’m Lovin’ You)» стала мировым хитом, заняв четвёртое место в чарте Billboard Hot 100, что сделало её его самым успешным синглом в чарте с 2010 года, когда вышла песня I Like It. Песня также вошла в десятку лучших в Австралии, Новой Зеландии и Великобритании, а также на других крупных музыкальных рынках. На сегодняшний день по всему миру было продано более пяти миллионов копий сингла.

## Позиции в хит-парадах
На неделе с 4 декабря 2010 года песня дебютировала на 35-м месте в чарте Billboard Mainstream Top 40 и на 19-м месте в чарте Bubbling Under Hot 100. На неделе с 11 декабря 2010 года песня дебютировала на 13-м месте в чарте Digital Songs с 97 000 цифровых загрузок за первую неделю в США, согласно Nielsen Soundscan. Он также дебютировал на 18-м месте в чарте Billboard Hot 100. Вскоре после этого он вошёл в десятку лучших в Hot 100 и занял четвёртое место, став пятым и последним хитом Иглесиаса в топ-10 в США. По состоянию на сентябрь 2013 года в США было продано 3 204 000 цифровых копий сингла.
17 января песня заняла четвёртое место в чартах Новой Зеландии. Песня заняла первое место в чарте Hot Dance Club Songs, став его восьмой песней номер один в этом чарте, обойдя Майкла Джексона и Принса. В Австралии было продано более 500 000 копий песни.[13] Эта песня стала самым популярным хитом Иглесиаса в США, заняв первое и единственное место в чартах Top 40 radio (чарт Pop Songs), а также во всех форматах радио в США (чарт Radio Songs). 

## Клип
Клип на эту песню был снят в начале декабря 2010 года. Видео было снято за четыре дня в Лос-Кабосе, Южная Нижняя Калифорния, Мексика и Лос-Анджелесе. В нём снялся рэпер Лудакрис, а режиссёрами выступили BBGun (Алекс Бергман, Максим Бохичик) и Пэррис. Иглесиас объясняет, что это «немного более кинематографично, немного более длинная история». Перед премьерой видео на его официальном сайте были опубликованы два отрывка из клипа в качестве тизеров. Премьера видео для чистой версии состоялась 22 декабря 2010 года.
В видео Иглесиас посещает стриптиз-клуб, и его внимание привлекает привлекательная женщина (Кристен Карпентер). Затем пара целуется в туалете клуба на фоне танцующих посетителей. Лудакрис читает свой стих на заднем сиденье такси в окружении четырёх девушек. Затем Иглесиас договаривается о встрече с другой женщиной (Натальей Обрадовичевой) в Мексике, и они занимаются сексом в гостиничном номере. Затем девушка из стриптиз-клуба и новая любовница Иглесиаса встречаются и понимают, что он ей изменял. В следующей сцене несколько женщин вызывающе извиваются на кровати, и все они хотят Энрике (в чистой версии этого не происходит). Иглесиас уплывает на лодке с двумя женщинами, а в последней сцене две женщины смотрят друг другу в глаза, и видео заканчивается лесбийским поцелуем.
Развлекательный портал DesiHits сказал, что «все видеоклипы Энрике были горячими, но «Tonight (I’m Lovin’ You)» завоевывает корону, поскольку это довольно провокационный клип». Джоселин Вена из MTV объяснила: «Иглесиас отметил, что когда он садился записывать песню о том, как откровенничал с женщиной о своих намерениях переспать с ней, он не хотел казаться «высокомерным». Похоже, что, хотя это видео никогда не станет «Hero», нам не терпится увидеть, что Энрике приготовил для клипа на этот особенный трек».
Во Франции Высший аудиовизуальный совет принял решение подвергнуть цензуре видео Рианны «S&M», которое может транслироваться по телеканалам только после 22:00. Видео заняло 4-е место в рейтинге лучших видео 2011 года по версии MTV. Различные версии видео были просмотрены более 250 миллионов раз.

## Награды и номинации
| Год  | Церемония                    | Дата церемонии  | Награда            | Результат |
| ---- | ---------------------------- | --------------- | ------------------ | --------- |
| 2011 | MTV Video Music Awards       | 28 августа 2011 | Best Latino Artist | Номинация |
| 2011 | Ev.Gerard Music Video Awards | 14 ноября 2011  | Best Latin Video   | Номинация |

## Список композиций
US digital download
1. «Tonight (I’m F**kin’ You)» – 3:52

German and UK CD single
1. «Tonight (I’m Lovin’ You)» – 3:54
2. «Tonight (I’m F**kin’ You)» – 3:54

UK digital single
1. «Tonight (I’m F**kin’ You)» – 3:52
2. «Tonight (I’m Lovin’ You)» – 3:51

## Хит-парады

### Недельные хит-парады
| Хит-парад (2010–11)                  | Высшая строчка |
| ------------------------------------ | -------------- |
| Австралия (ARIA)                     | 2              |
| Австрия (Ö3 Austria Top 40)          | 6              |
| Бельгия/Фландрия (Ultratop 50)       | 7              |
| Бельгия/Валлония (Ultratop 50)       | 18             |
| Канада (Billboard Canadian Hot 100)  | 3              |
| Канада (Billboard AC)                | 37             |
| Канада (Billboard CHR/Top 40)        | 1              |
| Канада (Billboard Hot AC)            | 3              |
| Чехия (Rádio — Top 100)              | 14             |
| Дания (Tracklisten)                  | 4              |
| Euro Digital Songs (Billboard)       | 6              |
| Финляндия (Suomen virallinen lista)  | 9              |
| Франция (SNEP)                       | 26             |
| Германия (GfK)                       | 12             |
| Ирландия (IRMA)                      | 5              |
| Израиль (Media Forest)               | 5              |
| Италия (FIMI)                        | 26             |
| Luxembourg Digital Songs (Billboard) | 3              |
| Мексика (Billboard Ingles Airplay)   | 13             |
| Mexico Anglo (Monitor Latino)        | 4              |
| Нидерланды (Dutch Top 40)            | 11             |
| Нидерланды (Single Top 100)          | 11             |
| Новая Зеландия (Recorded Music NZ)   | 2              |
| Норвегия (VG-lista)                  | 4              |
| Польша (Dance Top 50)                | 37             |
| Румыния (Romanian Top 100)           | 2              |
| Задан неверный чарт Russiaradio      | 4              |
| Шотландия (OCC Scotland)             | 2              |
| Словакия (Rádio — Top 100)           | 3              |
| Испания (PROMUSICAE)                 | 2              |
| Швеция (Sverigetopplistan)           | 5              |
| Швейцария (Schweizer Hitparade)      | 4              |
| Великобритания (OCC UK Singles)      | 5              |
| Задан неверный чарт Ukraineradio     | 26             |
| США (Billboard Hot 100)              | 4              |
| США (Billboard Adult Pop Airplay)    | 11             |
| США (Billboard Dance Club Songs)     | 1              |
| США (Billboard Hot Latin Songs)      | 10             |
| США (Billboard Pop Airplay)          | 1              |
| США (Billboard Rhythmic)             | 4              |
| США (Billboard Tropical Airplay)     | 8              |

### Хит-парады на конец года
| Хит-парад (2011)                     | Строчка |
| ------------------------------------ | ------- |
| Австралия (ARIA)                     | 33      |
| Австрия (Ö3 Austria Top 40)          | 44      |
| Бельгия (Ultratop Flanders)          | 67      |
| Канада (Canadian Hot 100)            | 9       |
| Германия (Official German Charts)    | 84      |
| Греция (IFPI)                        | 24      |
| Нидерланды (Dutch Top 40)            | 85      |
| Нидерланды (Single Top 100)          | 95      |
| Новая Зеландия (RIANZ)               | 38      |
| Румыния (Romanian Top 100)           | 7       |
| Russia Airplay (TopHit)              | 22      |
| Испания (PROMUSICAE)                 | 11      |
| Швеция (Sverigetopplistan)           | 29      |
| Швейцария (Schweizer Hitparade)      | 67      |
| Ukraine Airplay (TopHit)             | 34      |
| UK Singles (Official Charts Company) | 90      |
| US Billboard Hot 100                 | 16      |
| US Dance Club Songs (Billboard)      | 14      |
| US Hot Latin Songs (Billboard)       | 36      |
| US Mainstream Top 40 (Billboard)     | 11      |
| US Rhythmic (Billboard)              | 24      |

## Сертификация
| Регион | Сертификация  | Продажи   |
| --- | ------------- | --------- |
| Австралия (ARIA) | 7× Платиновый | 490 000   |
| Австрия (IFPI Austria) | Золотой       | 15 000*   |
| Канада (Music Canada) | 3× Платиновый | 240 000*  |
| Дания (IFPI Danmark) | Золотой       | 15 000^   |
| Германия (BVMI) | Золотой       | 150 000   |
| Новая Зеландия (RMNZ) | Платиновый    | 15 000*   |
| Испания (PROMUSICAE) | Золотой       | 20 000*   |
| Швеция (GLF) | Золотой       | 20 000    |
| Великобритания (BPI) | Золотой       | 400 000   |
| США (RIAA) | 2× Платиновый | 3,204,000 |
| * Данные о продажах приведены только на основе сертификации. · ^ Данные о тиражах приведены только на основе сертификации. · Данные о продажах + прослушиваниях приведены только на основе сертификации. |               |           |

## Даты выхода
| Страна         | Дата           | Формат               | Лейбл                                      |
| -------------- | -------------- | -------------------- | ------------------------------------------ |
| США            | 1 ноября 2010  | Радио                | Universal Republic, Universal Music Latino |
| США            | 22 ноября 2010 | Цифровая дистрибуция | Universal Republic, Universal Music Latino |
| Великобритания | 30 января 2011 | Цифровая дистрибуция | Polydor                                    |
| Германия       | 1 апреля 2011  | CD-сингл             | Polydor                                    |